# Obóz Wavel
Obóz Wavel (arab. ‏وافل‎) – palestyński obóz dla uchodźców nieopodal miasta Baalbek w Libanie. Początkowo było to miejsce zakwaterowania francuskich żołnierzy. W 1948 uchodźcy palestyńscy, napływający tutaj w efekcie I wojny izraelsko-arabskiej, założyli w tym miejscu osadę. W 1952 Agenda Narodów Zjednoczonych dla Pomocy Uchodźcom Palestyńskim na Bliskim Wschodzie (UNRWA) wzięła odpowiedzialność za utrzymanie i zaopatrzenie obozu.
W 2003 w obozie znajdowało się 7553 zarejestrowanych uchodźców. W 2009 ich liczbę oceniano na około 3000 wewnątrz obozu oraz mniej więcej tyle samo koczujących poza obozem.